# Mikhail Goikhberg
Mikhail Goikhberg (Misha Goikhberg), né le 24 novembre 1986 en Russie, est un pilote automobile canadien.

## Carrière
En 2012, Mikhail Goikhberg et le JDC Motorsports se sont lancés dans les courses de voitures de sport en s'associant pour une saison complète dans le championnat Cooper Tires Prototype Lites. Il remporta deux manches et a terminé 3e place au classement général.
En 2013, toujours dans le même championnat avec l'écurie JDC Motorsports, il finit à la 3e place au classement général en 2013.
En 2014, il le reporta en réalisant 6 pole positions et gagnant 9 manches. Il remporta ainsi le prix Mazda Road d'une valeur de 100 000 $ et se qualifia pour le championnat Tudor United SportsCar Championship avec JDC Miller Motorsports pour 2015.
En 2015, Mikhail Goikhberg, en tant que débutant, termina 4e du championnat avec 3 podiums à Daytona, Detroit et au Canadian Tire Motorsport Park.
En 2016, Mikhail Goikhberg a fait équipe avec Stephen Simpson en tant que coéquipier. Conduisant à nouveau pour l'écurie JDC Miller Motorsports dans la catégorie Prototype Challenge du WeatherTech Sportscar Championship, le tandem remporta deux victoires, dont les 24 Heures de Daytona et le Grand Prix de Long Beach. Il termina la saison en 3e position du classement des pilotes.
En 2018, Mikhail Goikhberg et son coéquipier Stephen Simpson ont piloté la "Red Dragon" no 99 sous le parrainage de GAINSCO / Bob Stallings Racing tandis que le JDC Miller Motorsports engageait une seconde Oreca 07,. Il remportera les 6 Heures de Watkins Glen, la première victoire dans la catégorie Prototype pour le JDC Miller Motorsports. Il remporta ainsi son second second Jim Trueman Award lui donant une invitation automatique pour les 24 Heures du Mans, invitation qui verra finalement l'engagement du WeatherTech Racing,.
En 2019, Mikhail Goikhberg repris son habituelle no 85 chez le JDC Miller Motorsports avec comme nouveau coéquipier Tristan Vautier aux mains d'une Cadillac DPi-V.R.

## Palmarès

### Championnat WeatherTech SportsCar
(Les courses en gras indiquent une pole position. Les courses en italique indiquent le tour de course le plus rapide en classe.)
| Année | Ecurie                 | Châssis          | Moteur                     | Classe | 1                | 2                | 3                | 4               | 5                 | 6                | 7                | 8                | 9                | 10               | 11               | Position | Points |
| ----- | ---------------------- | ---------------- | -------------------------- | ------ | ---------------- | ---------------- | ---------------- | --------------- | ----------------- | ---------------- | ---------------- | ---------------- | ---------------- | ---------------- | ---------------- | -------- | ------ |
| 2014  | JDC Miller Motorsports | ORECA FLM09      | Chevrolet LS3              | PC     | DAY              | SEB              | LGA              | KAN             | WGL               | IMS              | ELK              | VIR              | AUS              | ATL gén:19 cls:6 |                  | 39e      | 26     |
| 2015  | JDC Miller Motorsports | ORECA FLM09      | Chevrolet LS3              | PC     | DAY gén:15 cls:3 | SEB gén:29 cls:4 | LGA gén:6 cls:4  | BEL gén:9 cls:2 | WGL gén:9 cls:5   | MOS gén:11 cls:3 | LIM gén:6 cls:6  | ELK gén:32 cls:7 | AUS gén:14 cls:5 | ATL gén:32 cls:3 |                  | 4e       | 285    |
| 2016  | JDC Miller Motorsports | ORECA FLM09      | Chevrolet LS3              | PC     | DAY gén:18 cls:1 | SEB gén:19 cls:4 | LBH gén:8 cls:1  | LGA gén:5 cls:5 | BEL gén:26 cls:7  | WGL gén:10 cls:4 | MOS gén:10 cls:5 | LIM gén:26 cls:6 | ELK gén:37 cls:7 | AUS gén:7 cls:6  | ATL gén:13 cls:3 | 3e       | 317    |
| 2017  | JDC Miller Motorsports | Oreca 07         | Gibson GK428 4,2 l V8 Atmo | LMP2   | DAY gén:13 cls:5 | SEB gén:4 cls:4  | LBH gén:4 cls:4  | AUS gén:4 cls:4 | BEL gén:6 cls:6   | WGL gén:2 cls:2  | MOS gén:2 cls:2  | ELK gén:8 cls:8  | LGA gén:4 cls:4  | ATL gén:6 cls:6  |                  | 4e       | 277    |
| 2018  | JDC Miller Motorsports | Oreca 07         | Gibson GK428 4,2 l V8 Atmo | LMP2   | DAY gén:7 cls:7  | SEB gén:7 cls:7  | LBH gén:8 cls:8  | MOH gén:7 cls:7 | BEL gén:11 cls:11 | WGL gén:1 cls:1  | MOS gén:7 cls:7  | ELK gén:2 cls:2  | LGA gén:6 cls:6  | ATL gén:7 cls:10 |                  | 4e       | 252    |
| 2019  | JDC Miller Motorsports | Cadillac DPi-V.R | Cadillac 5,5 l V8 Atmo     | DPi    | DAY gén:5 cls:5  | SEB gén:7 cls:7  | LBH gén:17 cls:9 | MOH             | BEL               | WGL              | MOS              | ELK              | LGA              | ATL              |                  | 7e       | 72     |